# Teresa (I Legnanesi)
Teresa Colombo è un personaggio teatrale creato da Felice Musazzi come protagonista delle riviste teatrali della compagnia dialettale "I Legnanesi".

## Il personaggio
(La Teresa al Giovanni)
La Teresa, (classe 1931, ma il suo personaggio è da sempre attorno alla sessantina come età), viene più volte descritta come un colorito personaggio, rappresentativo della tipica donna di campagna, abitante in una corte cittadina assieme al marito Giovanni ed alla figlia Mabilia, dove si è trasferita dalla nativa Curta Noeuva dove abitava prima di sposarsi.
Pettegola, spregiudicata, pungente nei suoi commenti, ingegnosa, semplice, altezzosa, allegra e spiritosa, la Teresa si barcamena tra le avventure della sua famiglia e del suo cortile, a cui è molto affezionata. Nel nucleo famigliare, è la vera rigiura (signora), con una forte personalità in grado di imporsi sugli altri, in particolare sul marito perlopiù disattento, che fa sovente la figura del sempliciotto e al quale augura spesso di morire.
Pensionata dopo una vita di lavoro alla famosa "Franco Tosi" (riferimento autobiografico a Musazzi), per arrotondare il guadagno di casa di fine mese, si dedica ai lavori più disparati, dalla vendita delle granite (sua occupazione principale), alla fioraia del cimitero presso il quale, a pagamento, si dedica anche alla pulitura delle lapidi.
Sotto l'aspetto biografico, di lei viene detto che era l'ultima di 14 figli, nata assieme alla sorella gemella Germana, la quale però compare di rado nelle rappresentazioni della compagnia di Musazzi. I suoi genitori sono già morti al momento delle vicende, ma vengono sovente rappresentati da due ritratti fotografici appesi in casa. Suo primo fidanzato fu Carletto Pinciroli, defunto in un incidente a cui invece scampò rocambolescamente Giovanni, che poi divenne suo marito.
Di sua sorella maggiore Filippa si sa, invece, che si è trasferita in America dal 1946 e che ha avuto tre figli: una figlia giapponese e una cinese, e un figlio afroamericano. Filippa un giorno tornerà alla corte per accedere all'eredità della mamma, la quale però è stata, quel poco che era rimasto, seppellita insieme alla madre. Qui Teresa caccia lei e tutte le altre sorelle che erano tornate in corte quel giorno per ricevere il denaro che presumevano avesse portato Filippa dall'America, facendo notare di essere l'unica figlia ad essere rimasta nella corte per tutta la vita.
In un celebre sketch dello spettacolo Il cortile dei miracoli la Teresa finisce all'inferno. Qui trova sua madre (morta per un coma etilico da vino), il suo primo moroso e scopre che suo padre è in paradiso.

## La maschera
L'aspetto della Teresa è quello tipico della donna di campagna: capelli grigi raccolti nella classica michéta (chignon), occhiali sulla punta del naso, grembiule e i tipici calzettoni rossi che l'hanno contraddistinta sin dalla prima apparizione nel 1949, interpretata da Felice Musazzi e dopo la sua morte da Antonio Provasio.

## Parentele
|  |  |  |  |  |  |  |  |  |  |  |  |  |  |  |  |  |  | Padre di Giovanni | Padre di Giovanni | Padre di Giovanni | Padre di Giovanni | Padre di Giovanni | Padre di Giovanni |                  |                  | Madre di Giovanni | Madre di Giovanni | Madre di Giovanni | Madre di Giovanni | Madre di Giovanni | Madre di Giovanni |                 |  |  |  | Padre di Teresa | Padre di Teresa | Padre di Teresa | Padre di Teresa | Padre di Teresa | Padre di Teresa |                |                | Madre di Teresa | Madre di Teresa | Madre di Teresa | Madre di Teresa | Madre di Teresa | Madre di Teresa |                 |                 |                 |                 |                 |                 |  |  |                 |                 |                 |                 |                 |                 |  |  |  |  |
|  |  |  |  |  |  |  |  |  |  |  |  |  |  |  |  |  |  | Padre di Giovanni | Padre di Giovanni | Padre di Giovanni | Padre di Giovanni | Padre di Giovanni | Padre di Giovanni |                  |                  | Madre di Giovanni | Madre di Giovanni | Madre di Giovanni | Madre di Giovanni | Madre di Giovanni | Madre di Giovanni |                 |  |  |  | Padre di Teresa | Padre di Teresa | Padre di Teresa | Padre di Teresa | Padre di Teresa | Padre di Teresa |                |                | Madre di Teresa | Madre di Teresa | Madre di Teresa | Madre di Teresa | Madre di Teresa | Madre di Teresa |                 |                 |                 |                 |                 |                 |  |  |                 |                 |                 |                 |                 |                 |  |  |  |  |
|  |  |  |  |  |  |  |  |  |  |  |  |  |  |  |  |  |  |                   |                   |                   |                   |                   |                   |                  |                  |                   |                   |                   |                   |                   |                   |                 |  |  |  |                 |                 |                 |                 |                 |                 |                |                |                 |                 |                 |                 |                 |                 |                 |                 |                 |                 |                 |                 |  |  |                 |                 |                 |                 |                 |                 |  |  |  |  |
|  |  |  |  |  |  |  |  |  |  |  |  |  |  |  |  |  |  |                   |                   |                   |                   |                   |                   |                  |                  |                   |                   |                   |                   |                   |                   |                 |  |  |  |                 |                 |                 |                 |                 |                 |                |                |                 |                 |                 |                 |                 |                 |                 |                 |                 |                 |                 |                 |  |  |                 |                 |                 |                 |                 |                 |  |  |  |  |
|  |  |  |  |  |  |  |  |  |  |  |  |  |  |  |  |  |  |                   |                   |                   |                   |                   |                   | Giovanni Colombo | Giovanni Colombo | Giovanni Colombo  | Giovanni Colombo  | Giovanni Colombo  | Giovanni Colombo  |                   |                   |                 |  |  |  |                 |                 |                 |                 |                 |                 | Teresa Colombo | Teresa Colombo | Teresa Colombo  | Teresa Colombo  | Teresa Colombo  | Teresa Colombo  |                 |                 | Germana Colombo | Germana Colombo | Germana Colombo | Germana Colombo | Germana Colombo | Germana Colombo |  |  | Filippa Colombo | Filippa Colombo | Filippa Colombo | Filippa Colombo | Filippa Colombo | Filippa Colombo |  |  |  |  |
|  |  |  |  |  |  |  |  |  |  |  |  |  |  |  |  |  |  |                   |                   |                   |                   |                   |                   | Giovanni Colombo | Giovanni Colombo | Giovanni Colombo  | Giovanni Colombo  | Giovanni Colombo  | Giovanni Colombo  |                   |                   |                 |  |  |  |                 |                 |                 |                 |                 |                 | Teresa Colombo | Teresa Colombo | Teresa Colombo  | Teresa Colombo  | Teresa Colombo  | Teresa Colombo  |                 |                 | Germana Colombo | Germana Colombo | Germana Colombo | Germana Colombo | Germana Colombo | Germana Colombo |  |  | Filippa Colombo | Filippa Colombo | Filippa Colombo | Filippa Colombo | Filippa Colombo | Filippa Colombo |  |  |  |  |
|  |  |  |  |  |  |  |  |  |  |  |  |  |  |  |  |  |  |                   |                   |                   |                   |                   |                   |                  |                  |                   |                   |                   |                   |                   |                   |                 |  |  |  |                 |                 |                 |                 |                 |                 |                |                |                 |                 |                 |                 |                 |                 |                 |                 |                 |                 |                 |                 |  |  |                 |                 |                 |                 |                 |                 |  |  |  |  |
|  |  |  |  |  |  |  |  |  |  |  |  |  |  |  |  |  |  |                   |                   |                   |                   |                   |                   |                  |                  |                   |                   |                   |                   |                   |                   | Mabilia Colombo |  |  |  |                 |                 |                 |                 |                 |                 |                |                |                 |                 |                 |                 |                 |                 |                 |                 |                 |                 |                 |                 |  |  |                 |                 |                 |                 |                 |                 |  |  |  |  |